# Ion Paulat
Ion Paulat (Bărăganul, 1º aprile 1873 – Bucarest, 20 luglio 1954) è stato un marinaio, aviatore e inventore romeno, costruì il primo idrovolante con fusoliera nel 1911.

## Biografia
Ion Paulat nacque il 1º aprile 1873 nel villaggio Cioara-Radu Vodă, oggi Comuna Bărăganul, distretto di Brăila. Frequentò la scuola commerciale di Galați ma, appassionato di tecnica, venne assunto nelle officine meccaniche Atelierele Navale Fernic (che più tardi divenne il Șantierul Naval Galați). Si imbarcò sulle navi per il Serviciului Maritim Român come ufficiale meccanico realizzando modifiche innovative per il funzionamento delle caldaie e alle turbine. Seguì un corso alla scuola tecnica navale di Savona, in Italia e divenne capo meccanico sulla nave cargo Turnu Severin.
Appassionato di aeronautica, ha inventato l'idrovolante con fusoliera e fu un grande appassionato di aeromodellismo in Romania. Rimasto nel limbo per lungo tempo, il merito a Ion Paulat di aver costruito il primo velivolo idrovolante romeno fu riconosciuto dalla Academia Română il 20 giugno 1954.
Ion Paulat morì a Bucarest il 20 luglio 1954 per una patologia vascolare cerebrale. Si trova nella capitale presso il Ministerul Transporturilor del materiale legato alla attività aeronautica e un modello dell'idrovolante.

## Primo idrovolante con fusoliera del mondo
Con la sosta della nave „Turnu Severin”, su cui era imbarcato, nel porto di Algeri nel 1908, Paulat ebbe occasione di osservare le evoluzioni di un aliscafo e ne vide i limiti nella stabilità. Considerando le superfici alari che permettono al natante di alzarsi dalla superficie dell'acqua, progettò un apparato simile ad una galleria del vento con un ventilatore ed un tubo nel quale mise un modello riproducente lo scafo, il tutto a bordo della nave Turnu Severin. Riuscì a completare il progetto iniziale del „Hidro-Aero duplex monoplan”, un idrovolante monoplano, bimotore, ma, data la difficoltà di costruzione, realizzò un secondo progetto, un biplano con ali sfalsate (sesquiplano).
Affrontando molte difficoltà per procurare fondi necessari a costruire l'apparecchio, il Ministerul de Război promise fondi ma Ion Paulat riuscì a costruire un velivolo nel 1911 con l'aiuto dell'industriale Gheorghe Fernic di Galați, che fece una dimostrazione il 6 novembre 1911. La performance tecnica fu modesta, solo un salto di 35 cm per 10 metri di lunghezza e non potendo acquistare un secondo motore, Paulat costruì un idrovolante monomotore riuscendo a decollare e sorvolare i pali del telegrafo. Il 6 giugno 1912, in fase di dimostrazione aerea, ebbe un incidente con la distruzione del velivolo e egli stesso ferito. Il progetto di ricostruzione del velivolo si interruppe con la partecipazione di Paulat alla prima guerra balcanica (1912 – 1913).

## Ion Paulat e l'aeromodellismo in Romania
Ion Paulat fu il primo a realizzare una rubrica dedicata al mondo aeronautico e pubblicarla in Romania, diede un impulso notevole alla disciplina dell'aeromodellismo. Collaborò con la „Ziarul Științelor și Călătoriilor” animando una rubrica dedicata al mondo aeronautico rispondendo alle domande dei lettori. Realizzò una rubrica di aeromodellismo „Micul Aviator” con la pubblicazione di materiale per costruire aeromodelli.